# Сен-Марсел (Ардени)
Сен-Марсел (фр. Saint-Marcel) је општина у департману Ардени у северној Француској.

## Демографија
| 1962. | 1968. | 1975. | 1982. | 1990. | 1999. | 2008. | 2013. |
| ----- | ----- | ----- | ----- | ----- | ----- | ----- | ----- |
| 186   | 194   | 180   | 265   | 309   | 325   | 330   | 373   |